# Kim Tiilikainen
Kim Tiilikainen (ur. 8 lipca 1975 w Helsinkach) – fiński tenisista, reprezentant oraz trener Finlandii w rozgrywkach Pucharu Davisa.
Tiilikainen jeden raz brał udział w turnieju singlowym zawodów Wielkiego Szlema – miało to miejsce w 1996 roku, podczas French Open. W pierwszej rundzie przegrał z numerem 27. ówczesnego tenisa, Andreą Gaudenzim, wynikiem 3:6, 1:6, 1:6.
Od 1995 do 2003 roku dziewięciokrotnie brał udział w rywalizacji Finlandii w Pucharze Davisa. Wygrał dziewięć meczów, wszystkie w singlu. Jego największymi sukcesami były zwycięstwo nad Grekiem Anastasiosem Vasiliadisem w 1997 roku oraz pokonanie Włocha Davide Sanguinettiego w 2002 roku. W 2008 roku wygrał konkurs na objęcie posady kapitana fińskiej ekipy. W latach 2009–2016 był również trenerem Jerzego Janowicza. Na co dzień mieszka wraz z rodziną w Poznaniu.